# Den hårde sandhed
Den hårde sandhed er en dansk dokumentarfilm fra 1981 med instruktion og manuskript af Carsten Clante.

## Handling
Tage Skou-Hansens forfatterskab har hentet sit stof i samtiden og er såvel kritisk som eksistentielt. I denne film om litteratur og historie er der udvalgt en række scener fra forfatterskabets store romanserie om Holger Mikkelsen. Disse scener er filmatiserede (med skuespillere, handlingsforløb osv.) og stammer fra De nøgne træer, Tredje halvleg, Den hårde frugt og Over stregen. De spillede scener kommenteres af forfatteren, der også fortolker romanens handling og karakteriserer hovedaktørerne som figurer i Danmarkshistorien fra besættelsestiden frem til ungdomsoprøret.